# شنني (تطاوين)

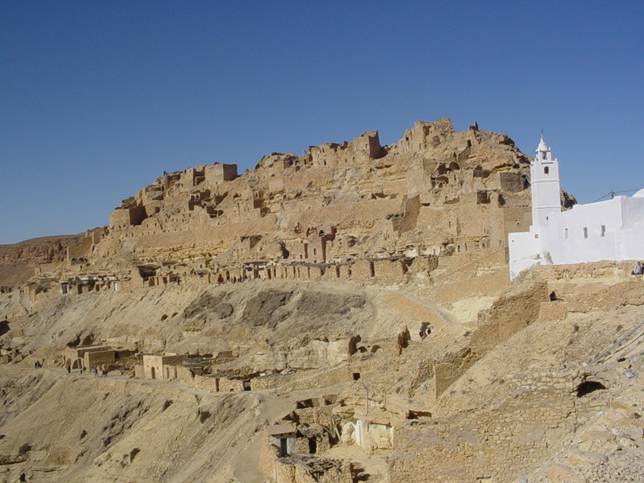
جامع شنني

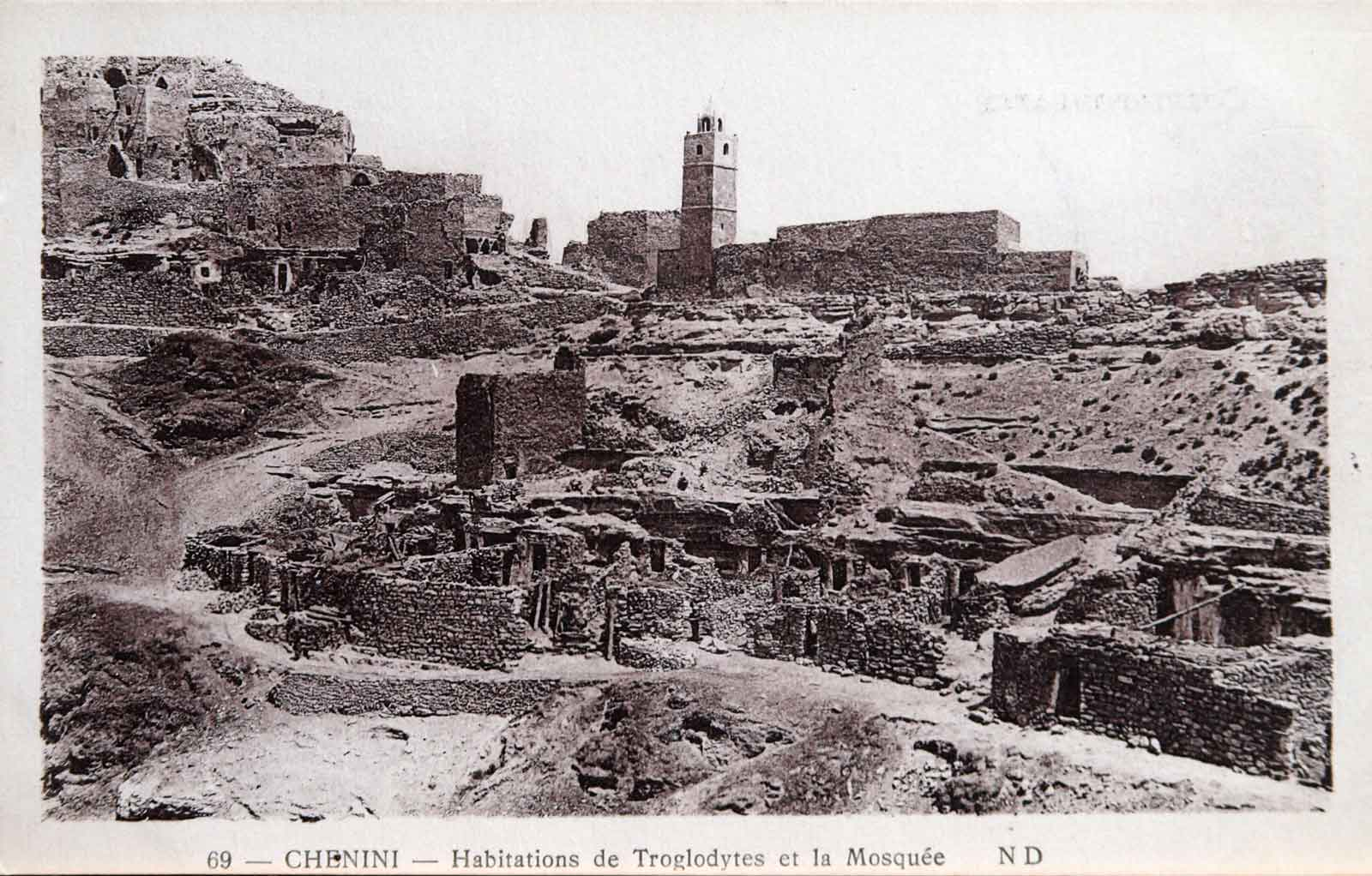
صورة قديمة عن شنني

شنني (تطاوين) هو اسم قرية تتبع ولاية تطاوين بالجنوب التونسي، وتبعد عن مركز الولاية بحوالي 16 كلم إلى الجنوب الغربي. تقع على قمة تل بالقرب من قرية حديثة تحمل نفس الاسم، وقد أنشأها الأمازيغ والعرب المختلطين في منطقة جبلية إذ أقيمت على قمة تل وتعود أقدم مبانيها إلى القرن الثاني عشر. وتتوزع على ثلاث مستويات يعلوها قصر شنني وهي قلعة مهدمة كانت ولا شك تستعمل لخزن المحاصيل من زيت وحبوب وتوابل وغيرها... وما تزال بعض المباني تستخدم لتخزين الحبوب من قبل القرويين الذين يعيشون في الوادي.

## أعلام
- توفيق بكار

## وصلة خارجية
- شنني القرية المتحف.. كيف نحافظ عليها؟